# Commissioner's Trophy
Il Commissioner's Trophy è stato un premio annuale assegnato dal 1984 al 2001 dall'International Hockey League al miglior allenatore capace di contribuire al successo della propria formazione.

## Vincitori
| Stagione | Vincitore                    | Squadra                 |
| -------- | ---------------------------- | ----------------------- |
| 1984-85  | Pat Kelly                    | Peoria Rivermen         |
| 1984-85  | Rick Ley                     | Muskegon Lumberjacks    |
| 1985-86  | Rob Laird                    | Fort Wayne Komets       |
| 1986-87  | Wayne Thomas                 | Salt Lake Golden Eagles |
| 1987-88  | Rick Dudley                  | Flint Spirits           |
| 1988-89  | Blair MacDonald Phil Russell | Muskegon Lumberjacks    |
| 1989-90  | Darryl Sutter                | Indianapolis Ice        |
| 1990-91  | Bob Plager                   | Peoria Rivermen         |
| 1991-92  | Kevin Constantine            | Kansas City Blades      |
| 1992-93  | Al Sims                      | Fort Wayne Komets       |
| 1993-94  | Bruce Boudreau               | Fort Wayne Komets       |
| 1994-95  | Butch Goring                 | Denver Grizzlies        |
| 1995-96  | Butch Goring                 | Utah Grizzlies          |
| 1996-97  | John Van Boxmeer             | Long Beach Ice Dogs     |
| 1997-98  | John Torchetti               | Fort Wayne Komets       |
| 1998-99  | Dave Tippett                 | Houston Aeros           |
| 1999-00  | Guy Charron                  | G. Rapids Griffins      |
| 2000-01  | Peter Horachek               | Orlando Solar Bears     |